# Жиряки (деревня)
Жиряки — деревня в Большесельском сельском поселении Большесельского района Ярославской области.

## Население
По данным статистического сборника «Сельские населённые пункты Ярославской области на 1 января 2007 года», в деревне Жиряки проживает 3 человека. По топокарте 1975 года в деревне проживало 4 человека.

## География
Деревня Жиряки расположена на небольшом поле в окружении лесов в юго-восточной части района в верховьях реки Юхоть и её левого притока Вожи. Деревня стоит на возвышенности, к западу эта возвышенность на удалении около 1,5 км спускается к реке Вожа, исток которой находится в 3 км к югу от деревни. Леса к востоку и югу от деревни заболочены. Единственный расположенный поблизости населённый пункт деревня Половинкино расположена в 2,5 км к северо-востоку, за этой деревней находится исток Юхоти. Деревня Марково, по имени которой называется сельский округ и которая ранее была центром сельсовета расположена примерно в 4 км к северу, вниз по течению реки Вожа. Когда-то находившиеся поблизости, в частности по реке Вожа дероевни не существуют, места их расположения указывают небольшие поля среди лесов.

## История
Село Жиряково указано на плане Генерального межевания Борисоглебского уезда 1792 года. На этой карте к северу, между Жиряково и Марково по Воже указаны несуществующие сейчас села Карабитовское, Кузмищьина, Муромцево.